# Anjouan-Zwergohreule
Die Anjouan-Zwergohreule (Otus capnodes), oder auch Anjouaneule, ist eine seltene Zwergohreulenart innerhalb der Familie der Eigentlichen Eulen, die auf der Komoreninsel Anjouan endemisch ist.

## Beschreibung
Die Anjouan-Zwergohreule wurde ursprünglich als Unterart der Madagaskar-Zwergohreule (Otus rutilus) angesehen. Von ihr unterscheidet sich die Anjouan-Zwergohreule durch ein dunkleres Gefieder, geringere Weißzeichnung an den Schulterfedern, längere Flügel und die unbefiederte untere Tarsuspartie. Die Schaftstreifen auf den Außensäumen der Handschwingen sind gelblichbraun. Nach John Henry Gurneys Originalbeschreibung erreicht sie eine Größe von 20 bis 22 cm. Die Flügellänge beträgt 171 mm und die Tarsuslänge 34 mm. Es gibt zwei Farbmorphe: Eine ist dunkelbraun und die andere weist eine hellere rötlichbraune Färbung auf. Die Federohren sind sehr kurz und meist nicht zu erkennen. Ihr Ruf ist ein eher an Limikolen erinnerndes langgezogenes Pfeifen, das in Intervallen von 10 Sekunden geäußert wird.
Die Art bewohnt die Reste der hochgelegenen primären Bergwälder der Insel in Höhen über 500, meist aber über 800 Metern. Über Nahrung, Jagdweise und Brutbiologie liegen keine Daten vor.

## Gefährdung

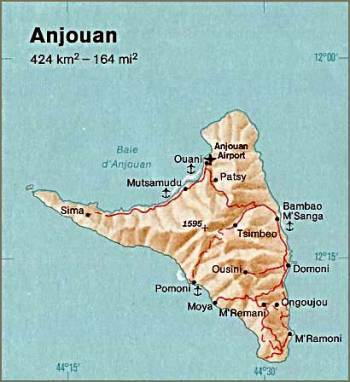
Die Anjouan-Zwergohreule kommt in einem Waldareal bei Lingoni nahe Pomoni im Südwesten der Insel vor

Die Anjouan-Zwergohreule galt zwischen 1886 und 1992 als ausgestorben. Von 1884 bis 1886 wurden 31 Exemplare geschossen, die sich heute in den Naturkundemuseen von Cambridge, London, New York, Norwich und Paris befinden. 1906 und 1907 konnte kein Exemplar mehr nachgewiesen werden. 1959 scheiterte eine Suchaktion, die der englische Ornithologe Constantine Walter Benson im Auftrag der British Ornithologists’ Union unternahm. Im Juni 1992 wurde die Art in einem Waldfragment nahe Lingoni wiederentdeckt. Genaue Angaben über den Bestand sind nicht gesichert. Während eine Zählung im Jahre 1995 96 Exemplare ergab, schätzte der Ornithologe Roger Safford 1999 die Population auf 200 Paare. Die Anjouan-Zwergohreule kommt nur in einem sehr kleinen fragmentierten Waldareal von 120 km² vor, das durch landwirtschaftliche Nutzung, Rodungen und Holzkohlegewinnung gefährdet ist. Invasive Pflanzenarten wie Rubus rosifolius und das Wandelröschen stellen eine zusätzliche Gefährdung dar, da diese Eulenart ihre Brut- und Schlafhöhlen nur in einheimischen Bäumen errichtet. Zyklone sowie eingeschleppte Hausratten setzen ebenfalls dem Bestand zu. Überlegungen, die Anjouan-Zwergohreule auf die Nachbarinsel Mohéli einzuführen, wurden nicht verwirklicht, da man negative Auswirkungen für die erst 1995 entdeckte Mohéli-Zwergohreule (Otus moheliensis) befürchtete.